# Gehenna (gruppo musicale)
I Gehenna sono un gruppo musicale black metal norvegese, formatosi a Stavanger nel 1993.

## Formazione

### Formazione attuale
- Sanrabb - voce e chitarra
- Dolgar - voce e basso
- Amok - chitarra
- Dirge Rep - batteria

### Ex componenti

#### Basso
- Svartalv (1993-1996)
- Noctifer (1996)
- E.N. Death (1996-2000)

#### Batteria
- Sir Vereda (1993)
- Blod (1998-2001)
- S. Winter (2001-2005)
- Frost (2006)

#### Tastiera
- Sarcana (1994-1997)
- Damien (1998-1999)
- Kine Hult (2000-2005)

## Discografia

### Album in studio
- 1995 - Seen Through the Veils of Darkness (The Second Spell) (Cacophonous Records)
- 1996 - Malice (Cacophonous Records)
- 1998 - Adimiron Black (Moonfog Productions)
- 2000 - Murder (Moonfog Productions)
- 2005 - WW (Moonfog Productions)
- 2013 - Unravel (Indie Recordings)

### Compilation, EP e demo
- 1993 - Black Seared Heart (demo)
- 1993 - Ancestor of the Darkly Sky (EP, Necromantic Gallery Productions)
- 1994 - First Spell (Head Not Found)
- 1996 - Black Seared Heart (compilation, Holycaust Records)
- 1998 - Deadlights (EP, Moonfog Productions)